# Атаев, Мухаммед
Мухаммед Ата́ев (1914 — 27 апреля 1945) — советский офицер-танкист, участник Великой Отечественной войны, командир танка 87-го гвардейского отдельного тяжёлого танкового полка 3-й гвардейской армии 1-го Украинского фронта, Герой Советского Союза (27.06.1945), гвардии лейтенант. Герой Туркменистана.

## Биография
Родился в 1914 году в ауле Келеджар (ныне — Гёкдепинский этрап Ахалского велаята Туркменистана) в крестьянской семье. Туркмен.
В 1930 году окончил 7 классов.
В Красную армию призван Тедженским райвоенкоматом Ашхабадской области Туркменской ССР в ноябре 1941 года. Участник Великой Отечественной войны. Член ВКП(б) с 1942 года.
Командир танка 87-го гвардейского отдельного тяжёлого танкового полка (3-я гвардейская армия, 1-й Украинский фронт) гвардии лейтенант Мухаммед Атаев особо отличился в ночь на 27 апреля 1945 года при отражении контратак противника в районе населённого пункта Фрейдорф, расположенного юго-восточнее города Меркиш-Буххольц (Восточная Германия).
Тяжёлый танк ИС-122 под командованием гвардии лейтенанта Атаева четыре часа вёл упорный бой, в ходе которого уничтожил два орудия, семь пулемётных точек. В этом бою он погиб.
Указом Президиума Верховного Совета СССР от 27 июня 1945 года за образцовое выполнение боевых заданий командования на фронте борьбы с немецкими захватчиками и проявленные при этом мужество и геройство гвардии лейтенанту Атаеву Мухаммеду посмертно присвоено звание Героя Советского Союза.
Похоронен в городе Форст, Германия.

## Награды
- Медаль «Золотая Звезда» Героя Советского Союза (1945, посмертно)
- Орден Ленина (1945, посмертно)
- Медаль «Золотой полумесяц» Героя Туркменистана (посмертно)

## Память
- Бюст Героя установлен в его родном ауле, там же его имя присвоено средней школе.